# Amanda Landers-Murphy
Amanda Landers-Murphy (* 7. Juni 1991 in Rotorua) ist eine ehemalige neuseeländische Squashspielerin.

## Karriere
Amanda Landers-Murphy begann 2008 ihre Karriere und gewann 13 Titel auf der PSA World Tour. Ihre höchste Platzierung in der Weltrangliste erreichte sie im Februar 2013 mit Rang 35. Mit der neuseeländischen Nationalmannschaft nahm sie 2012, 2014, 2016 und 2018 an der Weltmeisterschaft teil. Sie gehörte außerdem bei den Commonwealth Games 2014 zum neuseeländischen Kader. Im Einzel erreichte sie die zweite Runde, im Doppel schied sie an der Seite von Joelle King im Viertelfinale aus. Auch im Mixed erreichte sie, mit Paul Coll, das Viertelfinale. Mit Joelle King wurde sie 2016 Weltmeister im Doppel. 2017 gelang ihr mit King die Titelverteidigung. Bei den Commonwealth Games 2018 folgte der nächste Titelgewinn. Zwar schied sie im Einzel und im Mixed jeweils im Achtelfinale aus. Mit Joelle King, mit der sie topgesetzt ins Turnier der Doppelkonkurrenz startete, gewann sie dagegen die Goldmedaille. Im August 2022 gelang es Landers-Murphy und King bei den Commonwealth Games in Birmingham, ihren Erfolg im Doppel zu wiederholen. Im Finale besiegte sie Alison Waters und Sarah-Jane Perry und gewannen damit erneut Gold. Zwischen 2013 und 2022 wurde Landers-Murphy fünfmal neuseeländische Vizemeisterin.

## Erfolge
- Weltmeister im Doppel: 2016 und 2017 (jeweils mit Joelle King)
- Gewonnene PSA-Titel: 13
- Commonwealth Games: 2 × Gold (Doppel 2018 und 2022)
- Neuseeländische Vizemeisterin: 2013, 2016, 2018, 2019, 2022